# 2. ŽNL Bjelovarsko-bilogorska 2023./24.
2. ŽNL Bjelovarsko-bilogorska u sezoni 2023./24. je predstavljala ligu drugog stupnja županijske lige u Bjelovarsko-bilogorskoj županiji, te ligu sedmog stupnja hrvatskog nogometnog prvenstva. 
 
Sudjelovalo je 14 klubova, a prvak je postala "Lasta" iz Gudovca.   

## Sustav natjecanja
Četrnaest klubova igra dvokružnu ligu (26 kola).

## Ljestvica
| mj. | klub                         | ut. | pob. | ner. | por. | gol+ | gol- | bod     |
| --- | ---------------------------- | --- | ---- | ---- | ---- | ---- | ---- | ------- |
| 1.  | Lasta Gudovac                | 26  | 19   | 6    | 1    | 68   | 19   | 43      |
| 2.  | Gordowa Veliki Grđevac       | 26  | 18   | 3    | 5    | 87   | 31   | 57      |
| 3.  | Sloga Bjelovar               | 26  | 16   | 6    | 4    | 71   | 35   | 54      |
| 4.  | Skok Skucani (Novi Skucani)  | 26  | 16   | 5    | 5    | 72   | 31   | 53      |
| 5.  | Polet Narta                  | 26  | 12   | 5    | 9    | 66   | 49   | 41      |
| 6.  | Napredak Rajić               | 26  | 11   | 8    | 7    | 40   | 40   | 41      |
| 7.  | Mlinar Gornji Sređani        | 26  | 12   | 3    | 11   | 79   | 53   | 39      |
| 8.  | Zvijerci (Bjelovar)          | 26  | 12   | 3    | 11   | 53   | 45   | 39      |
| 9.  | Omladinac Ćurlovac           | 26  | 9    | 4    | 13   | 63   | 57   | 31      |
| 10. | Mladost Daruvarski Brestovac | 26  | 8    | 4    | 14   | 30   | 58   | 28      |
| 11. | Draganec (Gornji Draganec)   | 26  | 8    | 2    | 16   | 55   | 75   | 26      |
| 12. | TOSK Tuk                     | 26  | 5    | 5    | 16   | 34   | 78   | 20      |
| 13. | Zrinski (Zrinski Topolovac)  | 26  | 4    | 3    | 19   | 41   | 111  | 12 (-3) |
| 14. | Imsovac                      | 26  | 3    | 1    | 22   | 37   | 114  | 10      |

## Rezultatska križaljka
| kratica | klub                         | DRA | GOR | IMS | LAS | MLA | MLI | OML | SKOK | SLO | NAP | POL | TOSK | ZRI | ZVI |
| --- | ---------------------------- | --- | --- | --- | --- | --- | --- | --- | ---- | --- | --- | --- | ---- | --- | --- |
| DRA | Draganec (Gornji Draganec)   |     |     |     |     |     |     |     |      |     |     |     |      |     |     |
| GOR | Gordowa Veliki Grđevac       |     |     |     |     |     |     |     |      |     |     |     |      |     |     |
| IMS | Imsovac                      |     |     |     |     |     |     |     |      |     |     |     |      |     |     |
| LAS | Lasta Gudovac                |     |     |     |     |     |     |     |      |     |     |     |      |     |     |
| MLA | Mladost Daruvarski Brestovac |     |     |     |     |     |     |     |      |     |     |     |      |     |     |
| MLI | Mlinar Gornji Sređani        |     |     |     |     |     |     |     |      |     |     |     |      |     |     |
| OML | Omladinac Ćurlovac           |     |     |     |     |     |     |     |      |     |     |     |      |     |     |
| SKOK | Skok Skucani (Novi Skucani)  |     |     |     |     |     |     |     |      |     |     |     |      |     |     |
| SLO | Sloga Bjelovar               |     |     |     |     |     |     |     |      |     |     |     |      |     |     |
| NAP | Napredak Rajić               |     |     |     |     |     |     |     |      |     |     |     |      |     |     |
| POL | Polet Narta                  |     |     |     |     |     |     |     |      |     |     |     |      |     |     |
| TOSK | TOSK Tuk                     |     |     |     |     |     |     |     |      |     |     |     |      |     |     |
| ZRI | Zrinski (Zrinski Topolovac)  |     |     |     |     |     |     |     |      |     |     |     |      |     |     |
| ZVI | Zvijerci (Bjelovar)          |     |     |     |     |     |     |     |      |     |     |     |      |     |     |
| |                              |     |     |     |     |     |     |     |      |     |     |     |      |     |     |
| podebljan rezultat - utakmice od 1. do 13. kola (1. utakmica između klubova) rezultat normalne debljine - utakmice od 14. do 26. kola (2. utakmica između klubova) rezultat nakošen - nije vidljiv redoslijed odigravanja međusobnih utakmica iz dostupnih izvora rezultat smanjen * - iz dostupnih izvora nije uočljiv domaćin susreta prekrižen rezultat - poništena ili brisana utakmica p - utakmica prekinuta 3:0 p.f. / 0:3 p.f. - rezultat 3:0 bez borbe n.i. - nije igrano |                              |     |     |     |     |     |     |     |      |     |     |     |      |     |     |

 Izvori: 